# Магре сула Страда дел Вино (Болцано)
Магре сула Страда дел Вино (итал. Magrè sulla Strada del Vino) је насеље у Италији у округу Болцано, региону Трентино-Јужни Тирол.
Према процени из 2011. у насељу је живело 1026 становника. Насеље се налази на надморској висини од 234 м.

## Становништво
Према резултатима пописа становништва 2011. у општини је живело 1.281 становника.
| 1931. | 1936. | 1951. | 1961. | 1971. | 1981. | 1991. | 2001. | 2011. |
| ----- | ----- | ----- | ----- | ----- | ----- | ----- | ----- | ----- |
| 943   | 999   | 1.097 | 1.105 | 987   | 977   | 1.002 | 1.181 | 1.281 |

## Партнерски градови
- Отобрун